# Archibald Thorburn

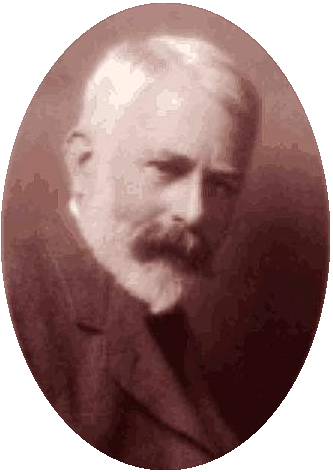
Porträtfoto von Archibald Thorburn

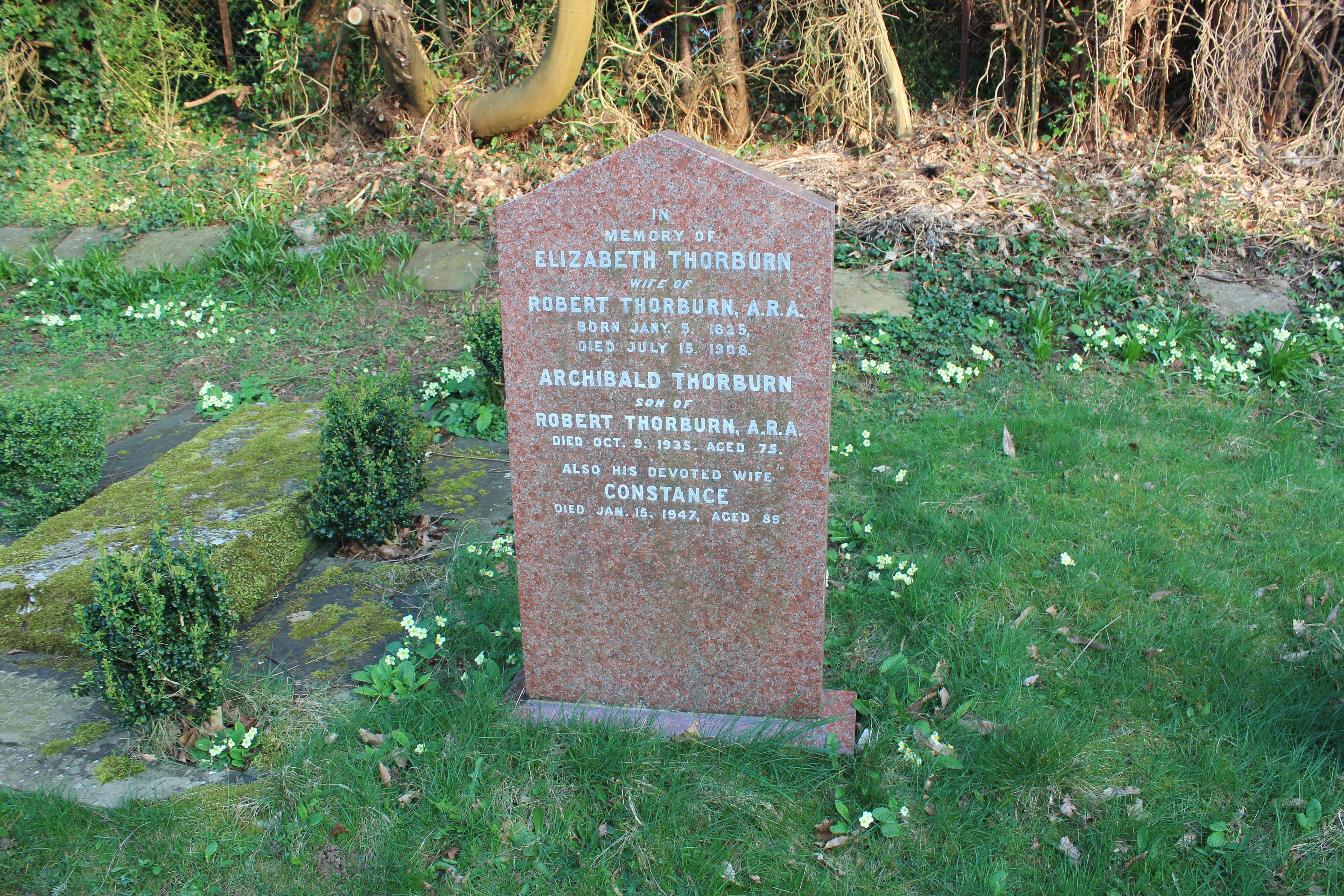
Grabstein der Familie Thorburn

Archibald Thorburn (* 31. Mai 1860 in Lasswade, Schottland; † 9. Oktober 1935 in Hascombe, Surrey) war ein britischer Tiermaler und Naturschützer.

## Leben
Thorburn war der fünfte Sohn von Robert Thorburn, einem Miniaturenmaler. Bereits als Jugendlicher war er von der Natur fasziniert und skizzierte Blätter, Blumen und andere naturkundliche Gegenstände, wobei er von seinem Vater angeleitet wurde. Thorburn studierte in Dalkeith und Edinburgh, bevor er nach London zog, um sich an der St John’s Wood Art School ausbilden zu lassen.
Er nahm Unterricht bei dem bekannten ornithologischen Künstler Joseph Wolf und ließ sich von ihm inspirieren. Thorburn kehrte auch häufig nach Schottland zurück, um die Tierwelt in der Natur zu studieren und zu malen. Von 1880 bis 1900 stellte er zehn Vogelgemälde in der Royal Academy of Arts in London aus. 1883 illustrierte er James Edmund Hartings Buch Sketches of Bird Life und zwischen 1883 und 1888 die vier Bände des Werks Familiar Wild Birds von Walter Swaysland. Kurz darauf wurde er von Baron Lilford, einem der Gründer der British Ornithologists’ Union, beauftragt, Coloured Figures of Birds in the British Isles zu illustrieren. Etwa die Hälfte der 421 Illustrationen stammt von John Gerrard Keulemans, und Thorburn fertigte die restlichen 268 an. Das Buch begründete seinen Ruf für Genauigkeit und Detailtreue. Nach seiner Veröffentlichung im Jahr 1888 stieg die Nachfrage nach Thorburns Arbeiten stark an.
Howard Irby (1836–1905) war ein britischer Ornithologe, Armeeoffizier, der Vögel zu Studien- und Nahrungszwecken sammelte. Während seiner Stationierung in Gibraltar verfasste er die zweite Auflage von Ornithology of the Straits of Gibraltar, die 1895 veröffentlicht und von Thorburn illustriert wurde. Im Jahr 1925 brachte Thorburn das vierbändige Werk British Birds heraus, bei dem er sowohl Verfasser als auch Illustrator war.
Er malte auch in Öl, aber nach 1900 arbeitete er hauptsächlich mit Aquarellfarben, weil Thorburn der Ansicht war, dass dieses Medium die Weichheit der Federn besser wiedergibt. Einige von Thorburns bekanntesten Gemälde zeigen Vögel im Flug, ein Thema, das viele Maler wegen der Schwierigkeit, Flügelhaltung und Federstellung korrekt darzustellen, vermieden haben.
Nach dem Ende des Ersten Weltkriegs kam ein neues Verfahren der fotografischen Reproduktion auf, das die Lithografie teilweise ablöste. Thorburn war einer der ersten Naturmaler, der seine Werke mit diesem Verfahren reproduzieren ließ. Die vierbändige Studie A Monograph of the Pheasants, die von William Beebe von 1918 bis 1922 veröffentlicht wurde, verwendete sowohl Lithografien als auch Fotografien von Ölgemälden, die von Thorburn, Louis Agassiz Fuertes und anderen illustriert wurden.
Archibald Thorburn wurde zum Günstling der Könige Eduard VII. und Georg V., auf dessen Einladung er an vielen Jagdgesellschaften teilnahm, darunter auch einige in Sandringham House. Gegen Ende seines Lebens war er jedoch von der Jagd desillusioniert, woraufhin er seine Einstellung änderte und Naturschützer wurde. Im Jahr 1927 wurde er Vizepräsident der Royal Society for the Protection of Birds. Von 1930 bis zu seinem Tod lebte Thorburn in Hascombe.

## Thorburn Museum and Gallery
1972 wurde in Dobwalls, Cornwall, die Thorburn Museum and Gallery eröffnet, in der 140 Werke von Archibald Thorburn ausgestellt sind.

## Galerie
Auswahl von Archibald Thorburns Illustrationen:

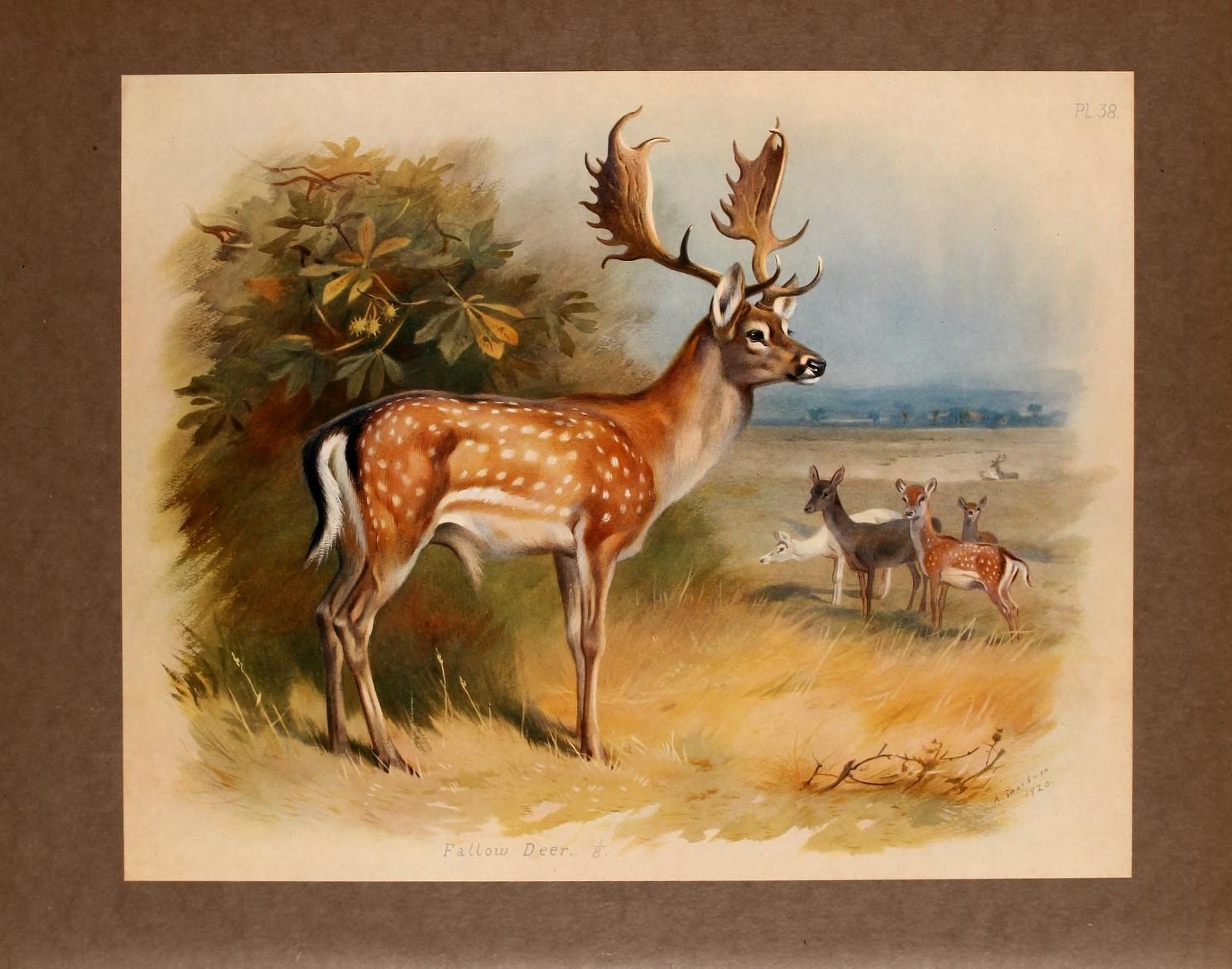
Damhirsch aus dem Werk British Mammals (1920–1921)
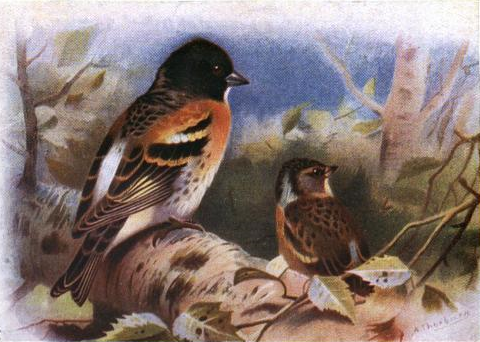
Bergfink aus dem Werk The Birds of the British Isles and Their Eggs (1919)
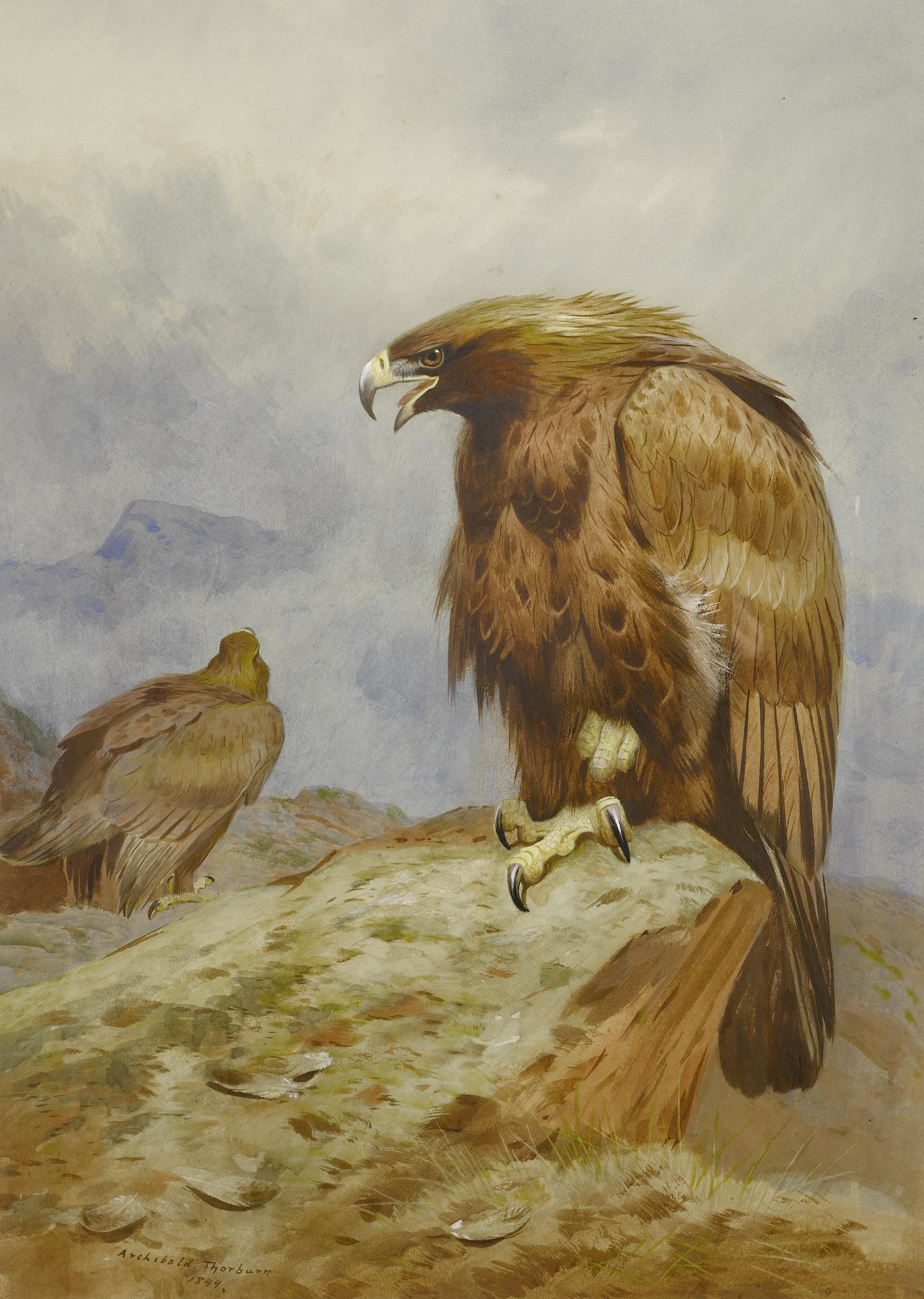
Steinadler
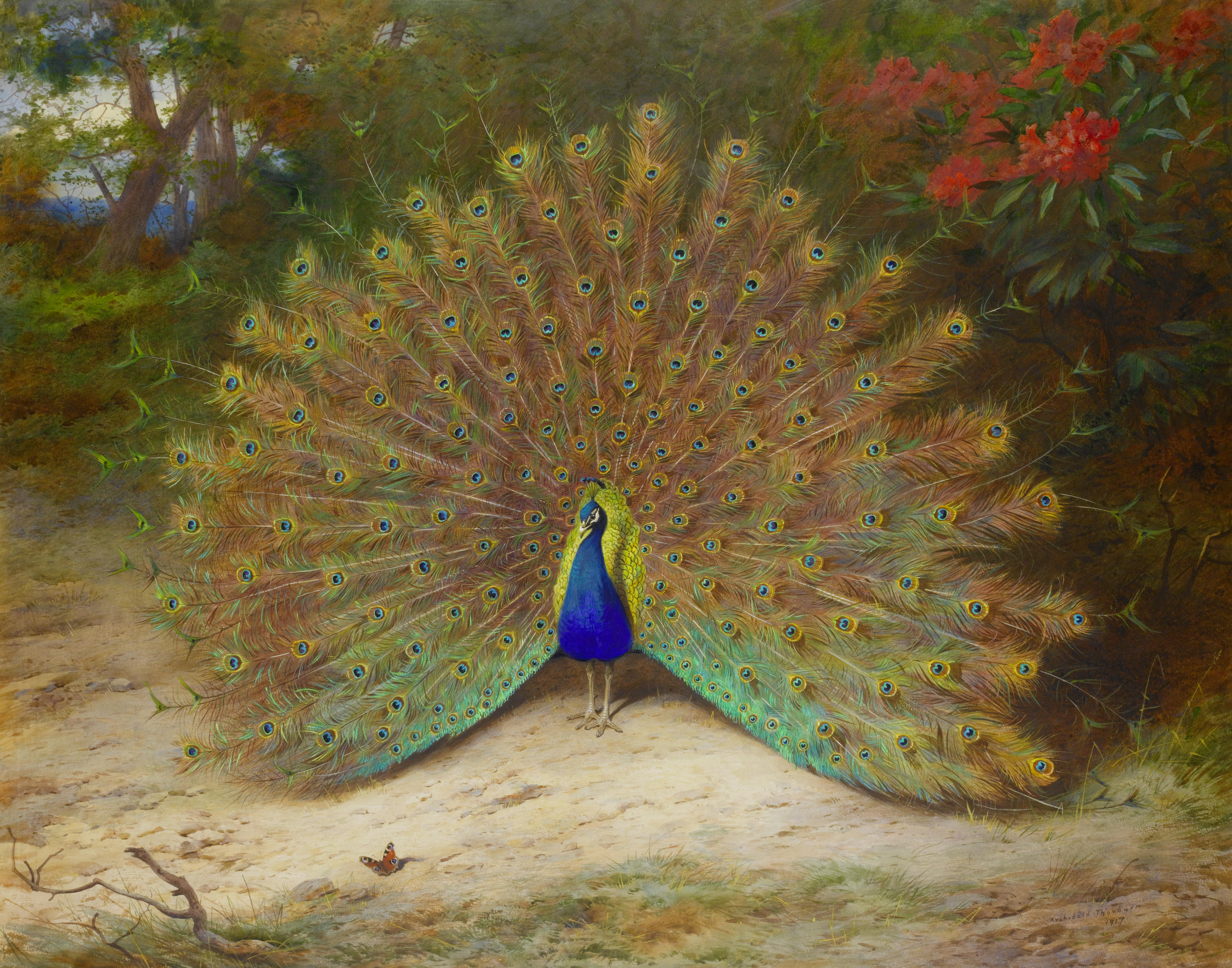
Blauer Pfau
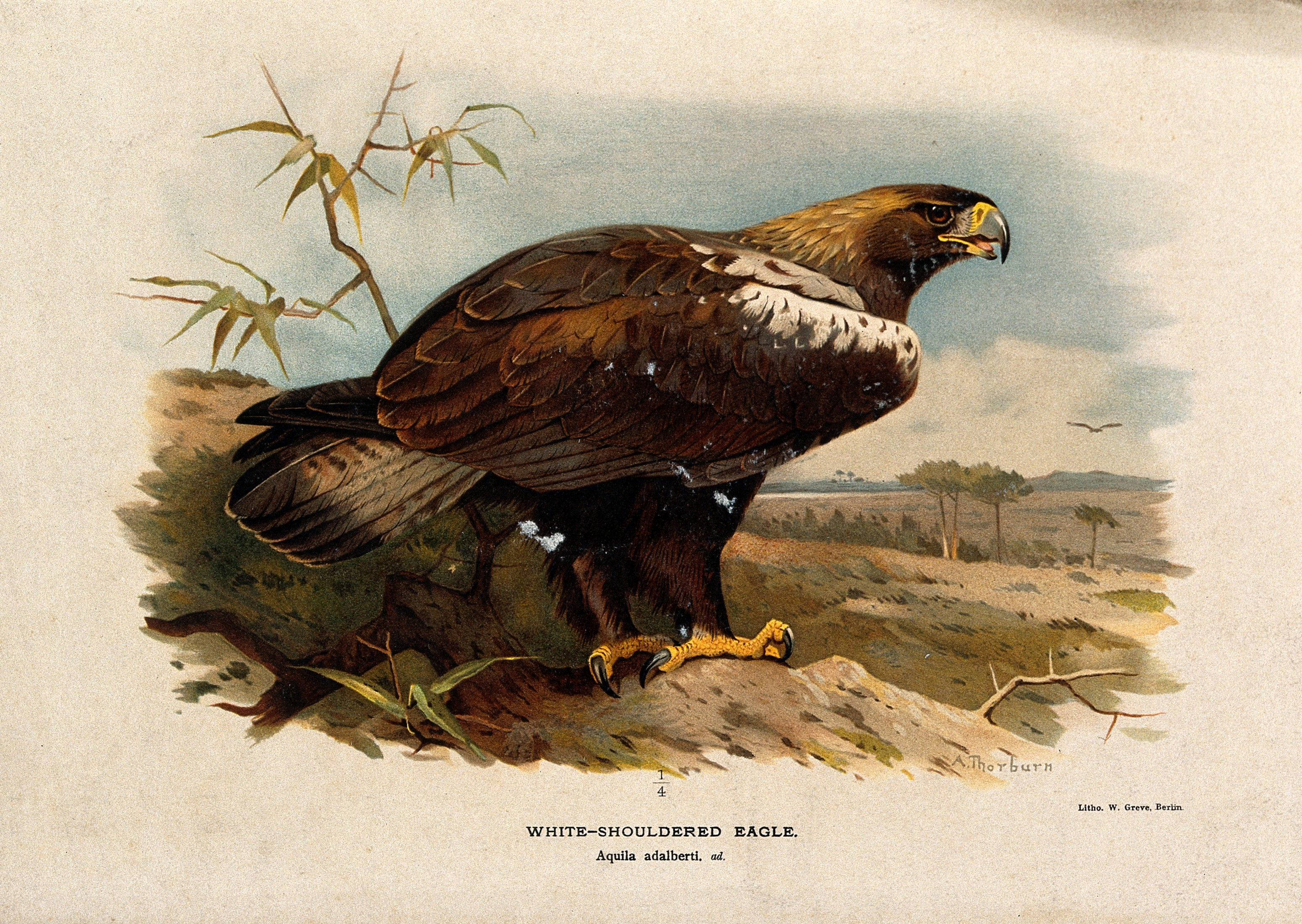
Iberienadler
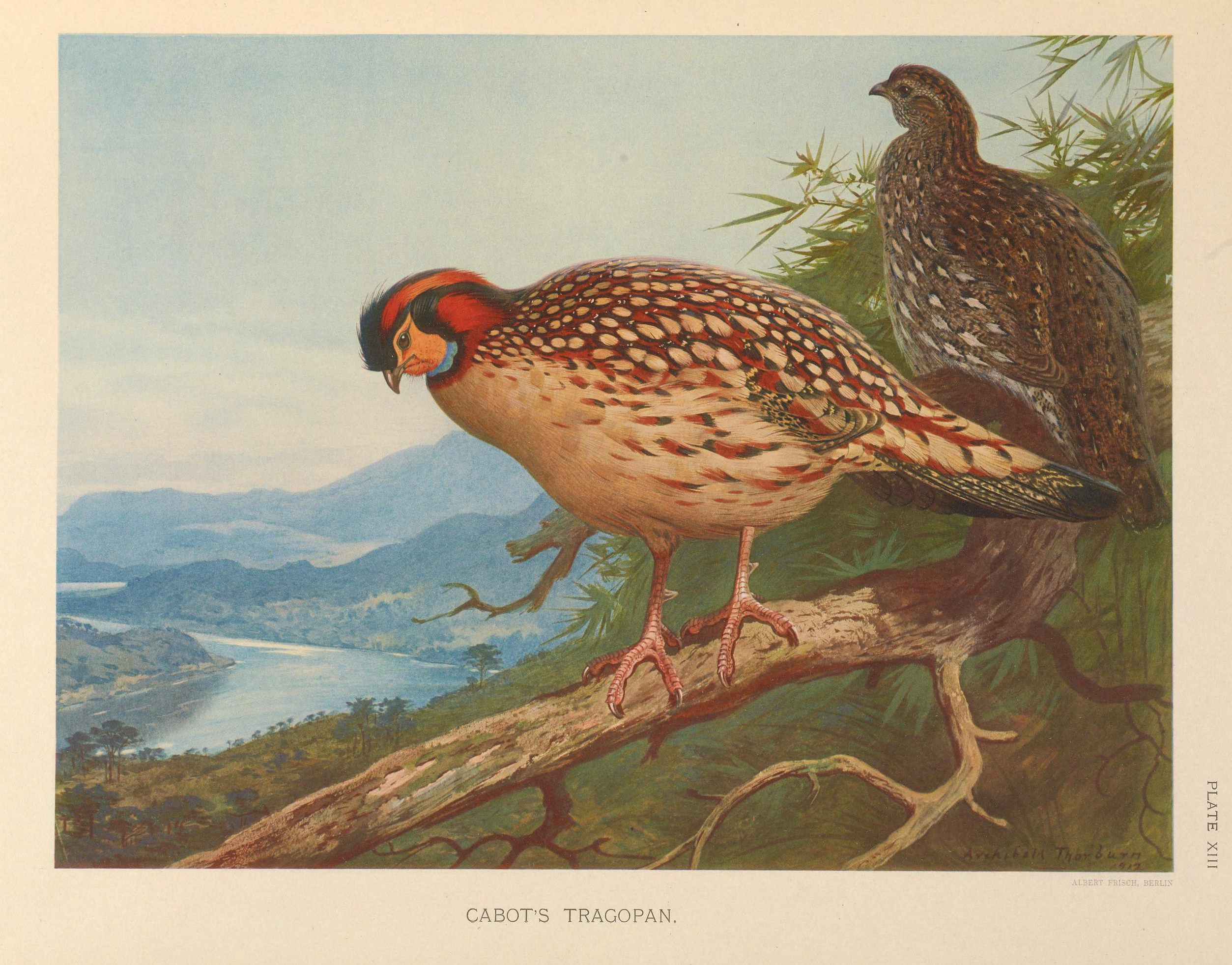
Cabottragopan